# بدلة (جراحة ترقيعية)
الجراحة الترقيعية أو الطرف الصناعي أو البِدْلَة أو البَدِيل أو البَدَل (بالإنجليزية: Prosthesis)‏ في الطب جهاز من صنع الإنسان مزروع أو مدمج في الإنسان ليحل محل جهاز طبيعي فُقد نتيجة حادث أو عيب خلقي بغرض استعادة وظيفة محددة أو مجموعة من المهام قد تعود المريض إلى الحياة الطبيعية قدر الإمكان. الوظيفة المستبدلة من الضروري أن تكون متعلقة بدعم الحياة، وقد يكون دائمي الوجود أو مؤقت مثل المرشحات أو وحدات المعالجة الكيميائية كآلة غسيل الكلى.

## الأسماء
البديل الصناعي أو الطرف الصناعي أو الجهاز التعويضي أو العضو الاصطناعي[بحاجة لمصدر] أو الجراجة التعويضية أو الجراحة الترقيعية

## نبذة تاريخية

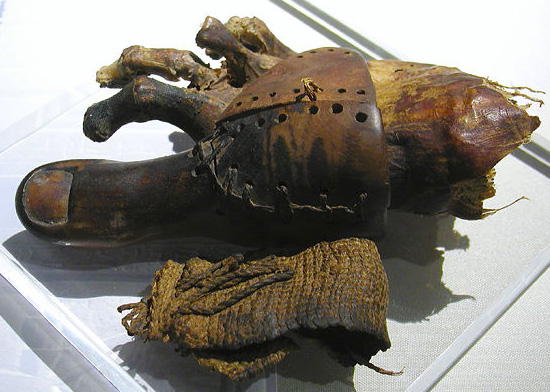
اصابع اصطناعية انشئت في مصر القديمة

شهد تاريخ الإنسان الزاخر بالحروب الكثير من الجرحى الذين تعرضوا لفقدان أجزاء من جسمهم، فحاول الإنسان على المر العصور التعامل مع هذه الإعاقة بطريقة أو باخرى، فعرف الإنسان استعمال الأعضاء الصناعية في وقت مبكر حيث أن أول استعمال مسجل تاريخيًا هو للملكة "Vishpala" التي جاء ذكرها في الريجفدا، حيث تسجل هذه النصوص الهندية القديمة بأن الملكة فقدت قدمها في أحد المعارك فرُكب لها قد حديدية لتستطيع المشي والعودة للمحاربة. كما كان المصريين القدماء في طليعة استخدام هذه الاعضاء الصناعية حيث وجدت التنقيبات اصابعاً خشبية تعود إلى عهد المملكة المصرية الحديثة. بعد المصريون القدماء قام الرومان باستخدام الأعضاء الاصطناعية، فمثلاً استخدموا «التيجان» التي كانت تستعمل للاسنان وكانت اهميتها تجميلية أكثر منها طبية. أيضاً قام الجنرال الروماني سيرجيوس بوضع يد حديدية  لتحمل الدرع بدلاً من يده التي قطعت في إحدى المعارك. خلال العصور الوسطى تم استخدام هذه الأعضاء بكثرة، فقد كان الفرسان يستبدلون أطرافهم بأخرى اصطناعية ليتمكنوا من العودة إلى أرص المعركة. بعض الأشخاص الذين أصيبوا بالغرغرينا (التي تسبب موت الأنسجة الحية) تم بتر طرفهم المصاب واستبداله بآخر من خشب أو حديد. خلال عصر النهضة، ساعد التطور الصناعي على اختراح أطراف مصنوعة من القولاذ والحديد والنحاس.
خلال القرن الثامن عشر شهدت الأطراف الاصطناعية تغيرات وتطورات عديدة، فقد خلفت الحرب الأهلية الأمريكية (1864 - 1861) ما يقارب 30 ألف شخص مبتوري الأطراف، فكان لابد من الحكومة الأمريكية أن تقوم بتمويل البحوث العلمية التي هدفت إلى إيجاد طرق لمساعدة هؤلاء الأشخاص. في عام 1863 في الولايات المتحدة تم صناعة أول يد من المطاط الذي كان أقرب لمرونة اليد الطبيعية من الخشب والحديد وبالتالي كانت هذه اليد أقل عرضة للكسر. الحربان العالميتان أيضاً خلفتا العديد من مبتوري الأطراف فقامت العديد من دول العالم بتطوير أعضاء اصطناعية لمساعدة هؤلاء الأشخاص على عيش حياة طبيعية، اختراع الحاسوب ولغات البرمجة ساعد على ذلك.

## التقنيات الحديثة

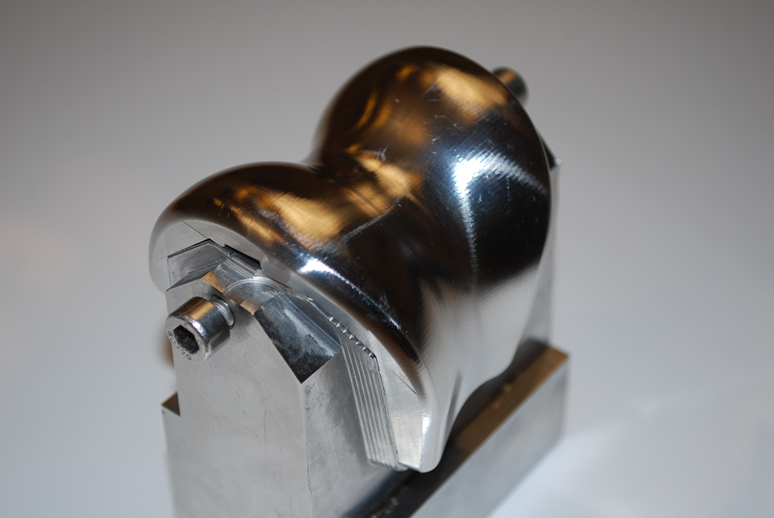
ركبة اصطناعية صممت من خلال الحاسوب بما يعرف بتصنيع بمساعدة الحاسوب باستعمال برنامج "WorkNC"

على مر السنين أحدث الطب تطورات كبيرة في مجال الأعضاء الصناعية، وكانت الأهداف الأساسية منها هي جعل هذه الاعضاء أخف وزنا بحيث تكون أقل إزعاجا للمريض لذا تم تطويرها لتكون من مواد بلاستيكية مثل ألياف الكربون لتكون أقوى وأخف وزناً. كما أنّ العلم حرص على تطوير أعضاء أكثر تشابهاً من ناحية الشكل بالأعضاء الحقيقية لتسهيل اختلاط المرضى في المجتمع والتقليل من انزعاجهم النفسي. وأيضا من الأهداف المهمة هي جعل تلك الأعضاء قادرة على إتمام مهمات أكثر وبطريقةٍ أكثر سلاسة ومثالٌ على ذلك التطور الحاصل في صناعة المفاصل.
ففي بادئ الأمر صنعت المفاصل الميكانيكية ذات المحور الوحيد والبسيط التي تعتمد على قوة وفعالية الطرف المبتور، وفي منتصف التسعينات بدأ صنع المفاصل الهيدروليكية حيث يمكن عن طريق معايرة مضخة الزيت الموجودة في المفصل تحديد شكل ومدى وفعالية حركية الطرف الصناعي.
ثم ظهر المفصل الإلكتروني بظهور أجهزة الكمبيوتر وخاصة مفصل الركبة حيث يقوم بأداء المفصل كما لو كان مفصل طبيعي.

علم الإلكترونيات ساهم في نقل هذه الأعضاء نقلة نوعية فقد أصبح الآن يمكن تحريكها بناءً على إشارات عصبية من الدماغ. يتم استقبال الإشارات العصبية القادمة من الدماغ بواسطة أقطاب كهربائية، وعندما تتجاوز شدة هذه الإشارات حد معين، يبدأ العضو بالحركة. يتم وصل الأعضاء بالجسم من خلال ربطها مع ما تبقى من العضو المبتور بواسطة حزام أو بواسطة شفط هوائي. يوجد فتحة خاصة في بداية العضو الاصطناعي يوضع فيها ما تبقى من العضو المبتور، شكل هذه الفتحة يعتمد على شكل ما تبقى من العضو. إحدى مشكلات هذا النوع من الوصل هو أنه يمكن أن يتراكم العرق في مكان الارتباط وهو ما يسبب حصول طفح جلدي.

## أنواع الأعضاء الاصطناعية

### أطراف اصطناعية عليا
يمكن لهذه الأعضاء استبدال اللوح الكتفي، الكوع، الساعد، كامل اليد، جزء من اليد، إصبع كامل، جزء من إصبع، أو المعصم. معظم هذه الأعضاء لها حساسات. فمثلاً اليد الاصطناعية تتصل بحساسات موجودة في أعلى الذراع، عندما تتحرك العضلات في أعلى الذراع بطريقة معينة، تقوم اليد بالحركة. يسمى هذا النوع (myoelectric)
يمكن تصنيف الأعضاء الاصطناعية العليا إلى نوعين تبعاً للنظام الموجود فيها: أنظمة فتح إرادية وأنظمة إغلاق إرادية. في أنظمة الفتح الإرادية تستخدم أربطة مرنة، نوابض، وأدوات ميكانيكة أخرى لتوليد قوة لمسك الأشياء بواسطة اليد. مستخدمي هذا النظام يمكنهم حمل ما يقارب 10 كيلوغرام بيدهم الاصطناعية. في أنظمة الإغلاق الإرادية يتم استخدام طاقة المستخدم لتوليد قوة لمسك الأشياء بواسطة اليد، حيث يمكن لمستخدمي هذا النظام حمل ما يقارب 40 كيلوغرام بواسطة يدهم الاصطناعية. بعض هذه الأيدي الاصطناعية لديها القدرة على الإحساس مثل اليد الطبيعية.

### أطراف اصطناعية سفلى
يمكن لهذه الأعضاء استبدال الورك، الركبة، كامل القدم، جزء من القدم، أو الأصابع. على الرغم من التقنية العالية التي تتمتع بها هذه الأعضاء، يعاني بعض الأشخاص من صعوبة بالحركة. على الأشخاص الذين يستخدمون هذه الأعضاء بذل ما يقارب %80 طاقة أكثر مقارنة مع الأشخاص الطبيعيين. تقسم هذه الأعضاء إلى نوعين: أعضاء اصطناعية تستبدل أخرى طبيعية فوق الركبة وأعضاء اصطناعية تستبدل أخرى طبيعية تحت الركبة. تعد هذه الأعضاء أكثر تعقيداً من غيرها، لأن الأطراف السفلية تحوي على أكبر مفصل في جسم الإنسان، الركبة، وأطول عظمتين في جسم الإنسان، عظمة الفخذ وعظمة الساق.

### أعضاء اصطناعية داخلية
الأعضاء الاصطناعية لا تقوم فقط باستبدال الأطراف المصابة، بل يوجد أيضاً أعضاء اصطناعية لاستبدال أعضاء داخلية هامة مثل القلب والكبد. الكثير من الأشخاص يعانون من الفشل الكبدي بسبب الشرب المفرط للكحول، لذا يقوم العلماء مؤخراً بإجراء تجارب لصناعة كبد اصطناعي كوسيلة لعلاج هذه المعضلة. يقوم هذا الكبد بوظائف الكبد الطبيعي حتى تنتهي عملية العلاج. وتوصل العلماء في بريطانيا إلى طريقة تتيح لهم حفظ خلايا الكبد الحية داخل جهاز خاص يوصل بالجسم ويؤدي وظائف الكبد التالف. ويقول هؤلاء العلماء إن هذا النوع من الاعضاء الاصطناعية قد يساعد الملايين من المصابين بامراض الكبد.
قلب اصطناعي
من أهم الأعضاء الداخلية الاصطناعية هي القلب الاصطناعي. يتم صناعة القلب في المخبر، ثم يتم زراعته في جسم المريض. يتكون القلب الاصطناعي من مضختين تحتوي كل منهما على صمام لإدخال الدم وآخر للإخراج، وجهاز خارجي لتشغيل المضخات، وآخر لتنظيم معدل الضخ. هذا القلب عادة يتكون من البلاستيك والتيتانيوم والكربون. تم اختبار هذا القلب على العديد من الحيوانات قبل تجربته على الإنسان. وقد جرب أول قلب اصطناعي في الإنسان عام 1969.

## كيفية ربط الأعضاء الاصطناعية بالجسم
الطريقة التي يتم من خلالها ربط الأعضاء الاصطناعية بالجسم تسمى بالاندماج العظمي حيث يتم ربط العضو مباشرة بالعظام والأعصاب والعضلات في الجزء المتبقي من المريض. وضع ما تبقى من العضو المبتور في فتحة خاصة في بداية العضو الاصطناعي تسبب آلام وطفح جلدي للمريض، لذا طريقة الاندماج العظمي هي الطريقة المفضلة حالياً. يتم وضع برغي مصنوع من التايتينيوم في نهاية ما تبقى من العضو المبتور، بعد فترة يندمج العظم مع البرغي، بعدها يتم ربط دعامة أو قطعة وصل مع البرغي. فيما بعد يتم وصل العضو الاصطناعي مع الجزء الخارجي من الدعامة. هذه الطريقة تعطي للمريض حرية أكبر للحركة. إمكانية ارتداء الطرف الاصطناعي لفترة طويلة. إحدى مساوئ هذه الطريقة أنها تضع ضغط كبير على العظم مما يجعله أكثر عرضة للكسر.

بعد ربط العضو الاصطناعي مع بقية الجسم، يتم إكساءه بطبقة من السيليكون ذات لون مشابه للون بشرة المستخدم بهدف جعله غير ملفت للنظر. أيضاً يتم رسم عروق وشعر وتجاعيد عليه بحيث يطابق بقية الأطراف. غالباً ما تكون هذه الأعضاء مكلفة وقد تصل قيمتها لآلاف الدولارات. تجميل الأطراف الاصطناعية ليس كمالياً، بل بات أمراً ضرورياً لمساعدة المرضى على تقبل وضعهم الجديد نفسياً.

## طباعة أعضاء اصطناعية
يتم استخدام الطباعة ثلاثية الأبعاد لكثير من الأغراض مثل طباعة أدوات مطبخية أو طباعة قطع للسيارات، ولكن مؤخراً يتم استخدام هذه التقنية الحديثة في طباعة الأعضاء الاصطناعية فضلا عن ترميم الجماجم أيضا. تقوم هذه الطابعة بوضع طبقات رقيقة فوق بعضها البعض وبذلك يمكنها محاكاة أي مجسم ثلاثي الأبعاد بدقة عالية جداً. تقوم الطابعة بصنع نسخة طبق الأصل عن الطرف المفقود. قبل صناعة أي مجسم يجب تصوير العضو بالأشعة السينية لأخذ أبعاده بدقة. وبفضل الطابعة التي تعد القطع المعدة للزرع بمنتهى الدقة أصبحت مدة إجراء العملية أقصر ونزيف الدم أقل والآلام أخف. يوجد العديد من البحوث العلمية في هذا المجال التي تهدف إلى تطويره أكثر.

## كيف تعمل هذه الأطراف الاصطناعية
داخل جميع الأطراف الاصطناعية يوجد حساسات حيوية متصلة بالجهاز العصبي والعضلي في الجسم، هذه الحساسات تتلقى وتعالج الإشارات الحيوية وترسلها إلى وحدة تحكم موجودة في العضو. وحدة التحكم هي أهم جزء في العضو، فهي متصلة بالحساسات الحيوية، بأعصاب المستخدم، وبالأجزاء الميكانيكية المسؤولة عن حركة العضو الاصطناعي. تتلقى وحدة التحكم الأوامر بالحركة من المستخدم وترسلها إلى الأجزاء المسؤولة عن الحركة، وأيضا ترسل المعلومات من حساسات حيوية إلى المستخدم. تتم عملية إرسال المعلومات للدماغ عن طريق العضلات والأنسجة العصبية الصناعية. المشغلات الميكانيكية المسؤولة عن الحركة تتحرك بطريقة مشابهة لحركة العضلات في العضو قبل البتر.

## أعضاء اصطناعية لتحسين الأداء الفيزيائي
غالباً ما يتم استبدال أطراف طبيعية متضررة بأخرى اصطناعية، ولكن من النادر بتر أعضاء طبيعية سليمة لاستبدالها بأطراف اصطناعية أقوى وأمتن. فمثلاً يوجد نوع خاص من هذه الأعضاء التي تمكن الريياضيين من الجري بسرعة أكبر. لقد أثبتت هذه الأعضاء فعاليتها في العديد من المناسبات، فقد حاز رياضي ذو رجل اصطناعية في الجيش الأمريكي على الميدالية الذهبية بعد أن قطع مسافة 100 متر في 12,1 ثانية. حاولت بعض الجيوش خلال الحرب العالمية دمج آلات ميكانيكية مع بعض الجنود بهدف جعلهم أقوى، هؤلاء الأشخاص أطلق عليهم اسم سايبورغ. يوجد اليوم القليل من السايبورغ حول العالم.

## أعضاء اصطناعية للأطفال
حجم الأطفال يختلف عن حجم البالغين، أيضا معدل حركة الأطفال يختلف كثيراً عن معدل حركة البالغين، لذا يحتاج الأطفال أعضاء اصطناعية خاصة بهم. الأطفال الذين تتراوح أعمارهم ما بين 10-18 عام ما زالوا في طور النمو، لذا نادراً ما يستخدموا أطراف اصطناعية. فمثلاً، عند استبدال رجل مبتورة بأخرى اصطناعية، سيتم ملاحظة أن الرجل الاصطناعية أصبحت أقصر من الرجل الطبيعية الأخرى بعد عدة أشهر. لهذا السبب لابد من استبدال الأطراف الاصطناعية عند الأطفال كل عام ونصف، وهو أمر مكلف، لذا يتم استخدام طرق زهيدة الثمن لصناعة هذه الأطراف. غالباً ما يتم استخدام الطباعة ثلاثية الأبعاد لهذا الغرض.

## الأعضاء الروبوتية
ويتضمن هذا النوع من الأعضاء على مكونات اساسية هي المستشعرات حيوية والتي تتستقبل الاشارات من اعصاب أو عضلات المستخدم وتنقلها إلى وحدة المعالجة التي تفسر هذه الاشارات وتعطي اوامرها للاجزاء المحركة لتتحول إلى حركة فيزيائية فعلية.
يعتمد هذا النوع من الاطراف على نوع معين من التقنيات يسمى "Targeted muscle reinnervation" (أعادة تعصيب عضلة محددة) تعتمد هذه التقنية على إعادة توجيه الاعصاب المحركة التي كانت تسيطر على العضلات في الجزء المبتور وجعلها تؤثر على مساحة صغيرة من عضلة كبيرة وسليمة (مثل العضلة الصدرية الكبيرة). والآن عندما يفكر المريض بتحريك الجزء المبتور من جسمه فان اعصابه ستعمل على تحريك هذه المساحة الصغيرة التي تم توجيه الاعصاب لها، وبوضع حساسات للحركة على تلك المساحة فانها يمكن ان تتلقى تلك الحركات وتحولها لاوامر إلى العضو الاصطناعي ليتخذ الحركات المطلوبة. وبالتالي سيستطيع المريض تحريك ذراعه الاصناعية مثلا بمجرد تفكيره بتحريكها ومثلما يحرك الإنسان ذراعه الغير مبتورة.
وهناك تقنية بديلة تتشابه مع المشروحة اعلاه وتدعى "targeted sensory reinnervation". هذه التقنية تشبه سابقتها الا ان الاعصاب تحول جراحيا إلى منطقة جلدية بدلا من الاعصاب. وعند تفكير المريض بتحريك جزءه المبتور يشعر بحافز حسي (حرارة أو ضغط) في المنطقة الجلدية التي حولت الاعصاب. يسعى العلماء لانشاء اجزاء صناعية تعتمد على حساسات تكون موجودة على هذه المنطقة الجلدية بحيث تستطيع تفسير هذه الحرارة والضغط إلى اشارات ترسل للعضو الاصطناعي ليقوم بالحركات التي يفكر بها المريض.

## تكلفة الإعضاء الاصطناعية
سعر الأعضاء الاصطناعية يختلف تبعاً لجودتها، المواد المصنوع منها، والعضو الذي بتم استبداله. فمثلاً سعر القدم الاصطناعية يتراوح ما بين 5 آلاف و 50 ألف دولار أمريكي. مهما كانت جودة العضو عالية، لا بد من استبداله كل 5 سنين تقريباً. مع ارتفاع سعر العضو الاصطناعي تزداد الفترة التي يمكن أن يعمل بها قبل أن يتم إستبداله. يختلف السعر بالنسبة للأعضاء الاصطناعية الداخلية، فمثلاً كانت كلفة زراعة أول قلب صناعي في المغرب ما يقارب عشرين ألف دولار.